# Người đẹp Gangnam
Người đẹp Gangnam (tiếng Hàn: 내 아이디는 강남미인; Romaja: Nae Aidineun Gangnammiin; dịch nghĩa đen: "Ai-đi của tôi là Giang Nam Mỹ Nhân"; còn được biết với tên tiếng Anh: Gangnam Beauty) là loạt phim truyền hình năm 2018 với sự tham gia của Im Soo-hyang, Cha Eun-woo, Jo Woo-ri và Kwak Dong-yeon. Bộ phim được dựa trên một bộ truyện webtoon cùng tên được công bố bởi  Naver Webtoon. Nó được chiếu trên JTBC vào ngày 27 tháng bảy 2018 và phát sóng mỗi thứ sáu và thứ bảy lúc 23:00 (KST).

## Tóm tắt
Kang Mi-rae quyết định thực hiện phẫu thuật thẩm mỹ sau khi bị bắt nạt bởi vì vẻ ngoài của cô ấy. Tuy nhiên, tại trường đại học, cô ấy lại tiếp tục bị trêu chọc là "Quái vật thẩm mĩ Gangnam". Bộ phim kể về câu chuyện khôi phục lòng tự trọng của cô khi cô biết Do Kyung-seok.

## Diễn viên

### Chính
- Im Soo-hyang trong vai Kang Mi-rae[9][10]

Một cô gái nhút nhát và yếu đuối, tự ti về bản thân do có bề ngoài "xấu xí". Cô khao khát trở thành một nghệ nhân nước hoa. Nhờ có Kyung-seok, cô dần trút bỏ sự tự ti và yếu đuối kia, nhận thức được giá trị của bản thân.
- Cha Eun-woo trong vai Do Kyung-seok[11][12]
  - Shin Jun-seop trong vai Do Kyung-seok trẻ[13]

Một sinh viên đại học đẹp trai sở hữu cả trí thông minh và giàu có,nhưng có nỗi buồn bí mật từ ngôi nhà không hạnh phúc của mình. Anh ta xuất hiện với vẻ ngoài lạnh lùng và vô cảm, nhưng thực ra sở hữu lòng tốt và sự quan tâm. Anh yêu Mi Rae, ngay cả trước đây cô có vẻ ngoài như thế nào.
- Jo Woo-ri trong vai Hyun Soo-a[14]

Một cô gái nổi tiếng trong khoa Hóa học do có vẻ ngoài xinh đẹp. Cô tỏ ra ngây thơ nhưng hành động cô ấy thì lại chứng minh khác. Cô bị Kyung-seok ghét, vì tính tình hồ ly tinh và có phần hèn hạ của mình. Cô không ưa Mi- rae, nhưng luôn cố tỏ ra thân thiết với Mi-rae. Cô thích Kyung-seok nhưng thường bị anh từ chối có phần phũ phàng.
- Kwak Dong-yeon trong vai Yeon Woo-young[15]

Một sinh viên đại học và trợ giảng.  Anh lúc đầu bị hấp dẫn bởi Kang Mi-rae vì vẻ ngoài của cô nhưng sau đã yêu luôn cả tính cách và con người cô ấy. Một anh chàng ngay thẳng, trung trực và lương thiện, cực kì chu đáo, cẩn trọng và giỏi giang trong mọi thứ.

### Hỗ trợ

#### Mọi người xung quanh Kang Mi-rae
- Woo Hyun trong vai Kang Tae-sik

Bố của Kang Mi-rae. Một tài xế taxi, mến yêu và tự hào về vẻ ngoài trước đây của Mi Rae. Khi cô phẫu thuật thẩm mỹ, ông rất đau buồn và tức giận. Nhưng sau này, ông dần dần chấp nhận gương mặt mới của con gái mình.
- Kim Sun-hwa trong vai Na Eun-sim

Mẹ của Kang Mi-rae. Một nhân viên công ty bảo hiểm, luôn yêu quý và lo lắng cho con cái.
- Min Do-hee trong vai Oh Hyun-jung[16]

Bạn thời thơ ấu của Kang Mi-rae. Cô là sinh viên khoa Tâm Lý học và có mơ ước trở thành một nhạc sĩ hip hop. Dáng người nhỏ con và tốt bụng. Cô ấy yêu thầm Yeon Woo-young.
- Ha Kyung trong vai Yong Chul

Người Kang Mi-rae thầm thích trong trường trung học. Một cậu chàng bỉ ổi.

#### Mọi người xung quanh Do Kyung-seok
- Park Joo-mi trong vai Na Hye-sung[17]

Mẹ của Do Kyung-seok. Giám đốc điều hành của một công ty mỹ phẩm. Bà quý Kang Mi-rae.
- Park Sung-geun trong vai Do Sang-won

Cha của Do Kyung-seok. Một nghị sĩ tranh cử, luôn vì sự nghiệp của mình mà đôi khi làm tan nát gia đình.
- Kim Ji-min trong vai Kyung-hee[18]

Em của Do Kyung-seok. 
- Lee Tae-sun trong vai Woo jin[19]

Bạn thời thơ ấu của Do Kyung-seok. Anh ấy khao khát mở một cửa hàng bia
- Jung Myung-hoon trong vai Young-mo

Giám đốc của Quốc hội.

#### Sinh viên khoa hóa học
- Park Yoo-na trong vai Yoo Eun[20]

Một sinh viên năm nhất. Sự sang trọng và tính cách của cô làm cho cô nổi tiếng trong giới học sinh.
- Jung Seung-jin trong vai Choi Jung-boon

Một sinh viên năm nhất. Một cô gái vui vẻ từ các vùng nông thôn. Cô ấy thầm thích Woo jin.
- Jung Jin-rin trong vai Lee Ji-hyo[21]

Một sinh viên năm nhất. Cô ấy là người có ý thức về ngoại hình của cô ấy và những gì người ta nghĩ của cô ấy.
- Kim Do-young trong vai Jang Won-ho[22]

Một sinh viên năm nhất. Anh ấy thầm thích Hyun Soo Ah.
- Kim Eun-soo trong vai Kim Sung-woo[23]

Một sinh viên năm nhất. Người bạn tốt nhất của Jang Won-ho và là "cố vấn tình yêu".
- Oh Hee-joon trong vai Kim Chan-woo[24]

Một sinh viên học lại năm nhất lần thứ ba. Anh ta được biết đến là "Master Dog" vì tính cách thô lỗ của mình. Anh ta bắt nạt Kang Mi-rae sau khi cô ấy từ chối lời tán tỉnh của mình, và sau đó thích Hyun Soo-ah.  Anh ta khá xấu tính và thường xuyên bị Kyung-seok cho ăn hành.
- Ryu Ki-san trong vai Goo Tae-young[25]

Một  sinh viên năm hai. Chủ tịch của hội sinh viên là một người thiếu quyết đoán. Anh thích Kim Tae-hee.
- Kim Il-rin trong vai Yeo-woo[26]

Một sinh viên năm hai. Một người chỉ quan tâm về vẻ bề ngoài.
- Bae Da-bin trong vai Kwon Yoon-byul[27]

Một sinh viên năm hai. Phó chủ tịch hội học sinh một người quyết đoán và có trách nhiệm. Vì sự nam tính và tính cách của cô, cô ấy nổi tiếng trong giới phụ nữ.
- Lee Ye-rim trong vai Kim Tae-hee[28]

Một sinh viên năm thứ hai. Thư ký của hội học sinh. Cô ấy cảm thấy cô đơn và căng thẳng do có thân hình đầy đặn. Cô ấy thích Goo Tae-young
- Baek Soo-min trong vai Go Ye-na

Một sinh viên năm thứ hai. Một thành viên trong hội đồng phụ trách học sinh. Cô ấy từng là cô gái nổi tiếng nhất của khoa Hóa học cho đến khi Hyun Soo ah đến. Cô ấy từng thích thầm Do Kyung-seok, nhưng sau đó  lại tiến triển tình cảm với Song Jung-ho.
- Choi Sung-sẽ trong vai Song Jung-ho[29]

Một sinh viên năm thứ hai. Một nhà sản xuất theo tâm trạng. Anh ấy thầm thích Go Ye-na từ năm đầu.
- Ham Sung-min trong vai Chung Dong-woo

Một sinh viên năm nhất. Anh ta đã lừa dối rằng Hyun Soo ah thích anh ta.
- Sun-mi trong vai Kim Min-ha

Một sinh viên năm hai. Cô có một mối quan hệ tuyệt vời với các sinh viên khóa sau.
- Seo Ji-jin như Min-a

Một sinh viên năm hai. Cô ấy thích mách lẻo.

#### Những người khác
- Jin Sang-hyuk trong vai  Lee Soo-hyun[30]

Giám đốc kinh doanh của các công ty mỹ phẩm điều hành bởi Nae-seong.

### Xuất hiện đặc biệt
- Lee Young-ae[31]
- Bora

## Sản xuất
- Bộ truyện được viết bởi Choi Soo-Young(Cunning Single Lady năm 2014).
- Các lần đọc kịch bản đầu tiên diễn ra vào ngày 30, 2018 ở tòa nhà JTBC ở Sangam, Seoul, South Korea.[32]

## Tiếp nhận
Loạt phim nhân được nhiều lời khen ngợi từ việc miêu tả một cách bí mật tuổi thơ của các nhân vật chính. Khán giả cũng ủng hộ đạo diễn Choi trong việc miêu tả chu đáo các nhân vật.

## Âm nhạc

### OST Phần 1
| Released on 3 tháng 8 năm 2018 | Released on 3 tháng 8 năm 2018 | Released on 3 tháng 8 năm 2018     | Released on 3 tháng 8 năm 2018 | Released on 3 tháng 8 năm 2018 | Released on 3 tháng 8 năm 2018 |
| STT                            | Nhan đề                        | Phổ lời                            | Phổ nhạc                       | Artist                         | Thời lượng                     |
| ------------------------------ | ------------------------------ | ---------------------------------- | ------------------------------ | ------------------------------ | ------------------------------ |
| 1.                             | "Love Diamond"                 | Mathi, Park Geun-chul, Jung Su-min | Park Geun-chul, Jung Su-min    | Weki Meki                      | 02:55                          |
| 2.                             | "True"                         | RUNY, Park Geun-chul, Jung Su-min  | Park Geun-chul, Jung Su-min    | RUNY                           | 03:17                          |
| 3.                             | "Love Diamond" (Inst.)         |                                    | Park Geun-chul, Jung Su-min    |                                | 02:55                          |
| 4.                             | "True" (Inst.)                 |                                    | Park Geun-chul, Jung Su-min    |                                | 03:17                          |
| Tổng thời lượng:               | Tổng thời lượng:               | Tổng thời lượng:                   | Tổng thời lượng:               | Tổng thời lượng:               | 12:24                          |

### OST Phần 2
| Công bố ngày 10 tháng 8 năm 2018 | Công bố ngày 10 tháng 8 năm 2018 | Công bố ngày 10 tháng 8 năm 2018   | Công bố ngày 10 tháng 8 năm 2018 | Công bố ngày 10 tháng 8 năm 2018 | Công bố ngày 10 tháng 8 năm 2018 |
| STT                              | Nhan đề                          | Phổ lời                            | Phổ nhạc                         | Artist                           | Thời lượng                       |
| -------------------------------- | -------------------------------- | ---------------------------------- | -------------------------------- | -------------------------------- | -------------------------------- |
| 1.                               | "You Are My..." (향수)           | Mathi, Park Geun-chul, Jung Su-min | Park Geun-chul, Jung Su-min      | Celine                           | 04:40                            |
| 2.                               | "You Are My..." (Inst.)          |                                    | Park Geun-chul, Jung Su-min      |                                  | 04:40                            |
| Tổng thời lượng:                 | Tổng thời lượng:                 | Tổng thời lượng:                   | Tổng thời lượng:                 | Tổng thời lượng:                 | 09:20                            |

### OST Phần 3
| Công bố vào ngày 11 tháng 8 năm 2018 | Công bố vào ngày 11 tháng 8 năm 2018 | Công bố vào ngày 11 tháng 8 năm 2018 | Công bố vào ngày 11 tháng 8 năm 2018 | Công bố vào ngày 11 tháng 8 năm 2018 | Công bố vào ngày 11 tháng 8 năm 2018 |
| STT                                  | Nhan đề                              | Phổ lời                              | Phổ nhạc                             | Artist                               | Thời lượng                           |
| ------------------------------------ | ------------------------------------ | ------------------------------------ | ------------------------------------ | ------------------------------------ | ------------------------------------ |
| 1.                                   | "No No"                              | Mathi, Park Geun-chul                | RUNY, IVeR                           | Owol                                 | 03:25                                |
| 2.                                   | "No No" (Inst.)                      |                                      | RUNY, IVeR                           |                                      | 03:25                                |
| Tổng thời lượng:                     | Tổng thời lượng:                     | Tổng thời lượng:                     | Tổng thời lượng:                     | Tổng thời lượng:                     | 06:50                                |

### OST Phần 4
| Công bố vào ngày 17 tháng 8 năm 2018 | Công bố vào ngày 17 tháng 8 năm 2018 | Công bố vào ngày 17 tháng 8 năm 2018 | Công bố vào ngày 17 tháng 8 năm 2018       | Công bố vào ngày 17 tháng 8 năm 2018 | Công bố vào ngày 17 tháng 8 năm 2018 |
| STT                                  | Nhan đề                              | Phổ lời                              | Phổ nhạc                                   | Artist                               | Thời lượng                           |
| ------------------------------------ | ------------------------------------ | ------------------------------------ | ------------------------------------------ | ------------------------------------ | ------------------------------------ |
| 1.                                   | "Something"                          | Kang Hye-in, Mathi, Park Geun-chul   | Ryu Young-min, Park Geun-chul, Jung Su-min | George, Kang Hye-in                  | 03:51                                |
| 2.                                   | "Something" (Inst.)                  |                                      | Ryu Young-min, Park Geun-chul, Jung Su-min |                                      | 03:51                                |
| Tổng thời lượng:                     | Tổng thời lượng:                     | Tổng thời lượng:                     | Tổng thời lượng:                           | Tổng thời lượng:                     | 07:42                                |

## Đánh giá
Trong bảng này số màu xanh biển hiện những đánh giá thấp nhất và màu đỏ biểu hiện những đánh giá cao nhất
| Tập #      | Ngày phát sóng đầu tiên | Lượt chia sẻ trung bình | Lượt chia sẻ trung bình | Lượt chia sẻ trung bình |
| Tập #      | Ngày phát sóng đầu tiên | AGB Nielsen             | AGB Nielsen             |                         |
| Tập #      | Ngày phát sóng đầu tiên | Trên toàn quốc          | Seoul                   |                         |
| ---------- | ----------------------- | ----------------------- | ----------------------- | ----------------------- |
| 1          | 27 tháng 7 năm 2018     | 2.885%                  | 3.049%                  |                         |
| 2          | 28 tháng 7 năm 2018     | 3.302%                  | 3.509%                  |                         |
| 3          | 3 tháng 8 năm 2018      | 3.066%                  | 3.355%                  |                         |
| 4          | 4 tháng 8 năm 2018      | 4.027%                  | 4.061%                  |                         |
| 5          | 10 tháng 8 năm 2018     | 3.326%                  | 3.837%                  |                         |
| 6          | 11 tháng 8 năm 2018     | 3.612%                  | 3.415%                  |                         |
| 7          | 17 tháng 8 năm 2018     | 3.963%                  | 4.784%                  |                         |
| 8          | 18 tháng 8 năm 2018     |                         |                         |                         |
| 9          | 24 tháng 8 năm 2018     |                         |                         |                         |
| 10         | 25 tháng 8 năm 2018     |                         |                         |                         |
| 11         | 31 tháng 8 năm 2018     |                         |                         |                         |
| 12         | 1 tháng 9 năm 2018      |                         |                         |                         |
| 13         | 7 tháng 9 năm 2018      |                         |                         |                         |
| 14         | 8 tháng 9 năm 2018      |                         |                         |                         |
| 15         | 14 tháng 9 năm 2018     |                         |                         |                         |
| 16         | 15 tháng 9 năm 2018     |                         |                         |                         |
| Trung bình | Trung bình              | %                       | %                       |                         |

- 4.784%